# Die Bockwurschtbude
Die Bockwurschtbude ist eine 1995 gegründete Punkband aus Frankfurt (Oder).

## Geschichte
Hervorgegangen aus der Blechpunkband Die Kunstblumen gründeten Mikro Mostrich (Gitarre) und Mieschka Mayonaise (Schlagzeug) im November 1995 Die Bockwurschtbude, um künftig „richtig“ Musik zu machen. Eigene Songs waren schnell geschrieben und so fand am 31. Dezember 1995 schließlich das erste Konzert im Trockenraum eines ostdeutschen Neubaus in Frankfurt (Oder) statt.
Ein halbes Jahr später folgten dann erste Aufnahmen in einer Garage in dessen Folge das Tape Brühpimmel produziert wurde, welches anschließend ca. 70-mal auf dem Schulhof verkauft wurde. Es folgten diverse lokale Auftritte.
Im August 1996 wurde die Band durch Robert Rotcool am Bass verstärkt, der allerdings kurze Zeit später schon wieder daran dachte, wieder auszusteigen. So stieß Fabi Pfeffer als Ersatz zur Band, um den Part des Bassisten zu übernehmen. Allerdings stellte sich diese Mischung als äußerst fruchtbar dar, so dass man beschloss, doch zu viert weiterzumachen. Beide nun fortan abwechselnd an der Bass und der Rhythmusgitarre spielten.
Anfang 1997 wurde dann gemeinsam das Tape Bier statt Böller und im Jahr 1998 das dritte Tape Leben für den Augenblick aufgenommen.
1999 gingen sie auf Frühjahrs-Tour, welche für die Band sehr erfolgreich verlief und ihren Höhepunkt in Frankfurt (Oder) hatte. Durch weitere veröffentlichte Tape- und CD-Sampler sowie mit dem Tape The unknown Punkband wurden sie nun auch in Brandenburg und über dessen Grenzen hinaus bekannter. Es wurde etwas still um die Band bis zum Ende des Jahres 2000, als sie zum Jahreswechsel ein paar Konzerte spielte und schließlich im Januar 2002 die neue CD Kräuterrock veröffentlichte, die auf dem bandeigenen Label „Kraut & Rüben Records“ erschien.
2004 verließen Robert Rotcool und Fabi Pfeffer die Band und wurden durch Rosi Rettich, ehemals Sänger der Band Oderflut, am Bass ersetzt, mit dem man in der Folge die CD/LP Für eine Handvoll Bockwurscht (2007), die Picture-7″ Immer wieder Sonntags/Unschreibbar und die 10″ Ein Ende am Licht des Tunnels (2009) mit 7 Demosongs aufnahm.
5 Jahre nach dem letzten Full Length Album und mehreren Konzerten erschien im Dezember 2012 eine 7″ Vinyl-EP, auf der neben den Frankfurter Bands Telekoma, Paranoia und Frankfurter Pöbel auch Die Bockwurschtbude mit einem unveröffentlichten Song vertreten ist. Diese ist auf 300 Stück handnummeriert limitiert. Das bis dato letzte Album Back to the Roots erschien 2013 bei Puke Music auf CD. Eine Veröffentlichung auf Vinyl ist für Mai 2013 auf Elbpower Records geplant.
Im Dezember 2015 trat die Band – noch ohne das im November 2015 eingestiegene neue Mitglied Rico Rübe – in der TV-Aufzeichnung "Die BrandenburgSchau" von Musiker und Kabarettist Rainald Grebe auf. Die Ausstrahlung erfolgte beim RBB im Januar 2016.
Im Jahr 2020 erschien eine Split-Single mit der Band TELEKOMA, welche ebenfalls aus Frankfurt (Oder) stammt. Im Anschluss erfolgte aufgrund persönlicher und musikalischer Differenzen die Trennung von Bassist Rosi Rettich. Mit neuen Songs und Andie Agave – auch bekannt als Andreas Löhr (ex-Chaos Z, Fliehende Stürme) – als neuen Bassisten im Gepäck, arbeitete man ab Juni 2021 an einem neuen Album.
Dies erschien nun am 2. Dezember 2022 in einer Label-Co-Produktion diverser Labels. Mit dem Vorbestellungsstart am 4. November des Jahres 2022 erschien vorab die Single "Scherbenhaufen" für welches auch ein Video veröffentlicht wurde.

## Diskografie
- 1996: Brühpimmel (Demotape, Kraut & Rüben Records)
- 1997: Bier statt Böller (Demotape, Kraut & Rüben Records)
- 1998: Leben für den Augenblick (Demotape, Kraut & Rüben Records)
- 1999: The unknown Punkband (Demotape, Kraut & Rüben Records)
- 2000: Bier statt Böller / The unknown Punkband (Demo CDR, Kraut & Rüben Records)
- 2002: Kräuterrock (CDR, Kraut & Rüben Records)
- 2007: Für eine Handvoll Bockwurscht (LP, Elbpower Records; CD, Nix-Gut Records)
- 2009: Ein Ende am Licht des Tunnels (10″, Contra Records)
- 2010: Immer wieder Sonntags / Unschreibbar (Picture 7″, Kraut & Rüben Records)
- 2012: Frankfurter Pöbel (7″, Kraut & Rüben Records) – Split-EP mit Telekoma, Paranoia und Frankfurter Pöbel
- 2013: Back to the Roots (CD, Puke Music)
- 2020: 25 Jahre in Lärmbereitschaft – Split EP mit TELEKOMA (Split 7″, Contra Records)
- 2022: Scherbenhaufen (Digital Single, Kraut & Rüben Records)
- 2022: Sippenhaft (LP inkl. CD, Anarchy of Sound Records, Elb-Power-Records, Kraut & Rüben Records, Laketown Records; MC, Oi! The Nische Records)